# نشانه اشتلواگ
نشانهٔ اشتلواگ (به آلمانی: Stellwag-Zeichen) پلک زدن غیرمعمول یا ناکامل است که به دلیل اگزوفتالمی یا گریوز آفتالموپاتی رخ می‌دهد. این نشانهٔ پزشکی همراه با نشانه دلریمپل است (برگشت پلک بالا و پهن شدن شکاف پلکی)
نشانهٔ اشتلواگ نامش را از پزشک اتریشی بنام کارل اشتلواگ فون کاریون می‌گیرد.